# Mistr tradiční rukodělné výroby Královéhradeckého kraje
Mistr tradiční rukodělné výroby Královéhradeckého kraje je ocenění, které získávají tvůrci v oblasti tradičních lidových řemesel spjatí s Královéhradeckým krajem. Ocenění vzniklo v roce 2002 pod názvem Zlatý kolovrat, od roku 2017 nese název Mistr tradiční rukodělné výroby Královéhradeckého kraje. Ocenění uděluje Rada Královéhradeckého kraje.
Navrhovatelem mistra může být muzeum, galerie, příspěvkové organizace, spolky, obce a právnické i fyzické osoby z řad odborné i laické veřejnosti. Návrhy přijímá Regionálního pracoviště pro tradiční lidovou kulturu zařazené pod Muzeum východních Čech v Hradci Králové. Návrhy na mistry vyhodnocuje Odborná komise pro tradiční lidovou kulturu Královéhradeckého kraje a následně schvaluje Rada Královéhradeckého kraje.
Ocenění je udělováno doživotně řemeslníkům, kteří se významně zasloužili o udržení a rozvoj daného řemesla. Ocenění jsou mistři v oborech tradiční rukodělné výroby, které se vymezují dle základního materiálu, z něhož tvoří: dřevo, hlína, sklo, kámen, kov, textil, pletiva, pečivo, papír, kůže, vejce atd. Mají dovednosti a znalosti v daném řemesle, ovládají jeho postupy a technologie, prezentují své výrobky na přehlídkách, výstavách a specializovaných akcích zaměřených na tradiční lidová řemesla a předávají své zkušenosti dalším generacím řemeslníků.
V roce 2022 byla v Muzeum východních Čech v Hradci Králové uskutečněna výstava Mistři svého řemesla, která oslavila dvacáté výročí ocenění Mistr tradiční rukodělné výroby Královéhradeckého kraje (do roku 2017 Zlatý kolovrat).

## Nositelé

### Nositelé ocenění Mistra tradiční rukodělné výroby Královéhradeckého kraje
| Nositel ocenění                     | Obor                                                           | Místo                            | Rok udělení |
| ----------------------------------- | -------------------------------------------------------------- | -------------------------------- | ----------- |
| Jana Jarkovská                      | výrobky z kukuřičného šustí                                    | Štěnkov, Třebechovice pod Orebem | 2017        |
| Petra Hartmanová                    | výroba ozdob z foukaných skleněných perlí                      | Vrchlabí                         | 2018        |
| Karel Kysilka                       | propagace a udržování podkovářského umění                      | Rtyně v Podkrkonoší              | 2018        |
| Jan Merta, Jakub a Martin Sochorovi | předávání znalostí výroby betlémů v rámci rodinné tradice      | Hradec Králové                   | 2018        |
| Jana Langová                        | ručně paličkovaná krajka                                       | Vamberk                          | 2019        |
| Martina Poliaková                   | tkalcovství, předení a zpracování vlny a lnu                   | Trutnov                          | 2019        |
| Veronika Tymelová                   | keramická tvorba                                               | Nový Hrádek                      | 2019        |
| Lenka Špetlová Máslová              | ručně paličkovaná krajka                                       | Hostinné                         | 2020        |
| Petr Podrábský                      | soustružené výrobky                                            | Vysoká nad Labem                 | 2020        |
| Zdeněk Vítek                        | kovářské práce                                                 | Rtyně v Podkrkonoší              | 2021        |
| David Adamský                       | vyšívání pavím perem do kůže                                   | Masty                            | 2021        |
| Martin Mádle                        | zpracování pletiv - pletení z proutí, slámy, orobince          | Dvůr Králové nad Labem           | 2022        |
| Michal Rudolf                       | zpracování dřeva - výroba štípaných holubiček                  | Česká Skalice                    | 2022        |
| Zdeněk Fryml                        | ruční výroba dřevěných jasanových lyží                         | Dobré                            | 2023        |
| Jarmila Haldová                     | řezbářství, betlémářství                                       | Sedloňov                         | 2023        |
| Monika Lemberková                   | osobnost dlouhodobě působící v oblasti tradiční lidové kultury | Hradec Králové                   | 2023        |
| Jana Hladíková                      | osobnost dlouhodobě působící v oblasti tradiční lidové kultury | Kopidlno                         | 2023        |

### Nositelé ocenění Zlatý kolovrat (předchůdce Mistra tradiční rukodělné výroby Královéhradeckého kraje)
| Nositel ocenění            | Obor                                                                              | Místo                             | Rok udělení |
| -------------------------- | --------------------------------------------------------------------------------- | --------------------------------- | ----------- |
| František Mühl             | řezbářství - betlémy                                                              | Heřmanice u Nové Paky             | 2002        |
| Vlasta Novotná             | paličkovaná krajka                                                                | Vamberk                           | 2002        |
| Markéta Vránová            | zdobený perník                                                                    | Úpice                             | 2002        |
| Blanka Baránková           | repliky lidové výšivky                                                            | Kostelec nad Orlicí               | 2002        |
| Bedřiška Barešová          | zvykosloví                                                                        | Hradec Králové                    | 2002        |
| Anna Rusová                | zdobené kraslice                                                                  | Červený Kostelec                  | 2002        |
| Františka Kateřina Vorlová | dlouholetá práce v oblasti lidové tvorby a lidových řemesel                       | Hradec Králové                    | 2002        |
| Marie Peterková            | vamberské kraslice                                                                | Rychnov nad Kněžnou               | 2003        |
| Oldřich Kvapil             | řezbářství – formy na perník                                                      | Hořice                            | 2003        |
| Jiřina Vyčichlová          | hronovické pečivo                                                                 | Hronov                            | 2003        |
| Janka Schmidtová           | podmalba na skle                                                                  | Šediviny u Kounova                | 2004        |
| Vladimír Vaclík            | dlouholetá práce v rozvoji lidového umění a řemesel                               | Hradec Králové                    | 2004        |
| Jana Štefková              | paličkovaná krajka                                                                | Vamberk                           | 2005        |
| Iva Gachová                | dlouholetá práce v rozvoji lidového umění a řemesel                               | Hradec Králové                    | 2005        |
| Kristína Henclová          | výrobky z kukuřičného šustí                                                       | Hradec Králové                    | 2005        |
| Milan Zeman                | výroba pomůcek pro paličkování krajek a jiných rukodělných technik z příze a vlny | Hradec Králové                    | 2006        |
| Václav Král                | výrobky z vrbového proutí                                                         | Havlovice                         | 2006        |
| Anna Tůmová                | předení vlny a ruční tkaní                                                        | Dědov - Javor, Teplice nad Metují | 2007        |
| Marcela Hovadová           | paličkovaná krajka                                                                | Červený Kostelec                  | 2007        |
| Ladislav Fejfar            | řezbářství                                                                        | Nová Paka                         | 2008        |
| Vincenc Valach             | výrobky z vrbového proutí                                                         | Dědov - Javor, Teplice nad Metují | 2008        |
| Eva Tatoušková             | šití lidových krojů a dobových oděvů                                              | Nové Město nad Metují             | 2009        |
| Hana Šromová               | figurální keramika                                                                | Třebešov                          | 2009        |
| Ines Šťovíčková            | předení vlny a ruční tkaní                                                        | Křinice                           | 2010        |
| Ladislav Pacholátko        | řezbářství                                                                        | Hradec Králové                    | 2010        |
| Miroslava Šustrová         | paličkovaná krajka                                                                | Vamberk                           | 2011        |
| Dana Holmanová             | zdobený perník                                                                    | Třebihošť                         | 2011        |
| Leoš Pryšinger             | řezbářství - betlémářství                                                         | Dvůr Králové nad Labem            | 2012        |
| Josef Drašnar              | tradiční kovářství (umělecké kovářství)                                           | Police nad Metují                 | 2012        |
| Anděla Králová             | paličkovaná krajka                                                                | Úpice                             | 2013        |
| Milada Jeriová             | zdobené kraslice voskovou batikou / zdobení kraslic batikováním včelím voskem     | Vrchlabí                          | 2013        |
| Josef Komárek              | výroba králických betlémů                                                         | Hradec Králové                    | 2014        |
| Jan Vokoun                 | řezbářství – betlémy, loutky                                                      | Třebechovice pod Orebem           | 2014        |
| Aleš Vostřez               | výroba vytlačovaného perníku a vyřezávání perníkových forem                       | Hořice                            | 2015        |
| Milan Bartoš               | vzorkorytectví (výroba a restaurování modrotiskových forem)                       | Dvůr Králové nad Labem            | 2015        |
| Jaroslav Plucha            | vzorkorytectví (výroba a restaurování modrotiskových forem)                       | Dvůr Králové nad Labem            | 2015        |
| Jan Šeda                   | kovolitectví a zvonařství                                                         | Deštné v Orlických horách         | 2016        |
| Jindřich Janeček           | umělecké kovolitectví                                                             | Merklovice                        | 2016        |
| Jaroslava Jedlinská        | paličkovaná krajka                                                                | Merklovice                        | 2016        |